# Komu vnyz (альбом)
Komu vnyz — другий студійний альбом українського рок-гурту «Кому Вниз». Уперше виданий на аудіокасеті УКСП «Кобза».

## Запис
Цей альбом став переломним для гурту. На фестивалі Червона рута-89, який відбувся у Чернівцях, де Кому Вниз презентували свій україномовний репертуар (пісні «Суботів», «До Основяненка» (на слова Т. Шевченка) та «Ельдорадо» (на слова Самійленка). Чорні фраки учасників гурту, Залізні Хрести, нетиповий для фестивалю саунд та суворий вигляд фронтмена справили на глядачів глибоке враження. Червона рута засвідчила поворот гурту до україномовного саунду, а разом з тим і поворот від виступів у напівпідвальних приміщеннях та заводах до повноцінних сольних гастролей містами України.

## Список пісень
I сторона
| #  | Назва             | Тривалість |
| -- | ----------------- | ---------- |
| 1. | «До Основ’яненка» | 05:27      |
| 2. | «Ельдорадо»       | 03:12      |
| 3. | «Швачка»          | 03:04      |
| 4. | «Ворони»          | 03:07      |
| 5. | «Суботів»         | 05:40      |

II сторона
| #  | Назва            | Тривалість |
| -- | ---------------- | ---------- |
| 1. | «І ви покинули…» | 03:32      |
| 2. | «Ген, долиною»   | 03:46      |
| 3. | «Розрита могила» | 05:18      |
| 4. | «Крові!»         | 05:43      |
| 5. | «Мати»           | 02:02      |

До альбому не ввійшла «Пісня землеробів» через втручання Бориса Олійника.